# Hôtel de la Guerre
L'hôtel de la Guerre, de son nom complet actuel hôtel de la Guerre - caserne Carnot, est le nom d'un bâtiment situé au 3, rue de l'Indépendance-Américaine à Versailles, à proximité du château. Il fut construit par Jean-Baptiste Berthier en 1760 pour regrouper différents services alors dispersés dans Paris. Il fut un des premiers bâtiments construits en France dans le but de limiter le risque d'incendie. Il abrite actuellement la direction centrale du service d'infrastructure de la Défense de l'armée française.
Le portail monumental d'entrée fut classé au titre des monuments historiques le 1er septembre 1922, suivi de la façade côté rue et de la toiture, classées par arrêté du 16 septembre 1929.

## Historique
La guerre de Sept Ans avait donné une nouvelle dimension au ministère de la Guerre. Le chef du service des ingénieurs géographes, Jean-Baptiste Berthier, par le secrétaire à la Guerre, le maréchal de Belle-Isle, avait adressé à Louis XV la proposition de construction d'un bâtiment à Versailles pour regrouper des services éparpillés dans neuf endroits de Paris, ce qui occasionnait des aller-retour incessants et des pertes de temps entre Paris et Versailles. Il indiqua au Roi pouvoir construire un bâtiment assez grand pour abriter ces services et leurs archives et ce pour moins de 150 000 livres. Il mit en avant qu'outre l'économie, le bâtiment préviendrait les risques d'incendie par une construction dite à voûtes plates (aussi appelées voûtes sarrasines ou voûtes du Roussillon). Ces voûtes étaient déjà utilisées dans le midi de la France mais elles furent introduites pour la première fois dans le nord du pays pour la construction des écuries du château de Bizy en Normandie, propriété du maréchal de Belle-Isle. Cette technique était pourtant connue, ayant même déjà fait l'objet de quelques publications.
On pense que l'incendie de la Grande Écurie de Versailles le 13 septembre 1751, dû à un feu d'artifice tiré en l'honneur de la naissance de Louis de France, incendie sur lequel Berthier était intervenu, avait marqué celui-ci.
Le Roi lui accorda un terrain, au départ destiné à servir de commun pour la dauphine et situé à l'angle des rues de la Surintendance (actuelle rue de l'Indépendance-Américaine) et Saint-Julien. Ancien potager royal sous Louis XIII et au début du règne de Louis XIV, ce terrain avait ensuite été délaissé au profit d'un nouveau potager et laissé en friche au milieu de l'extension des bâtiments de service du château.
Débutée en juillet 1759, la construction fut achevée un an et demi plus tard. Le bois, à l'exception de quelques murs lambrissés, en était exclu. Les voûtes des plafonds étaient faites de briques liées par du plâtre, le plancher était lui fait de tomettes, le tout reposant sur d'épais murs à cœur de briques.  
En 1761, le duc de Choiseul, devenu secrétaire d'État à la Guerre à la mort du maréchal de Belle-Isle, fit bâtir à côté l'hôtel des Affaires étrangères et de la Marine, construit sur la même technique.
Le 26 juin 1762, le roi Louis XV, accompagné du dauphin, vint visiter le bâtiment. Berthier pour en démontrer la sécurité fit une expérience en mettant le feu à un tas de bois et de paille déposé dans une des salles. Celui-ci ne se propagea pas aux salles voisines.
À la Révolution, le ministère de la Guerre déménagea à Paris et le bâtiment fut provisoirement occupé par les services du nouveau département de Seine-et-Oise, qui y firent de sérieux dégâts. En 1798, il servit d'extension à la manufacture d'armes installée dans le Grand Commun voisin. L'armée allait en prendre ensuite possession avec l'installation de près de 500 hommes de troupes d'infanterie, puis en 1884, l'installation d'une nouvelle École de l'artillerie, du génie et du train, qui en 1912, deviendra l'École militaire d'application du génie. Sous l'Occupation, on y installa une école de police et brièvement après-guerre, un centre de préparation aux grandes écoles. En 1946, l'École supérieure technique du génie s'y installa, la précédente école d'application du génie étant partie à Angers. En 1995, les deux écoles fusionnèrent en une École supérieure et d'application du génie, située à Angers. Le bâtiment est aujourd'hui occupé par la direction centrale du service d'infrastructure de la Défense (ancienne direction centrale du génie).

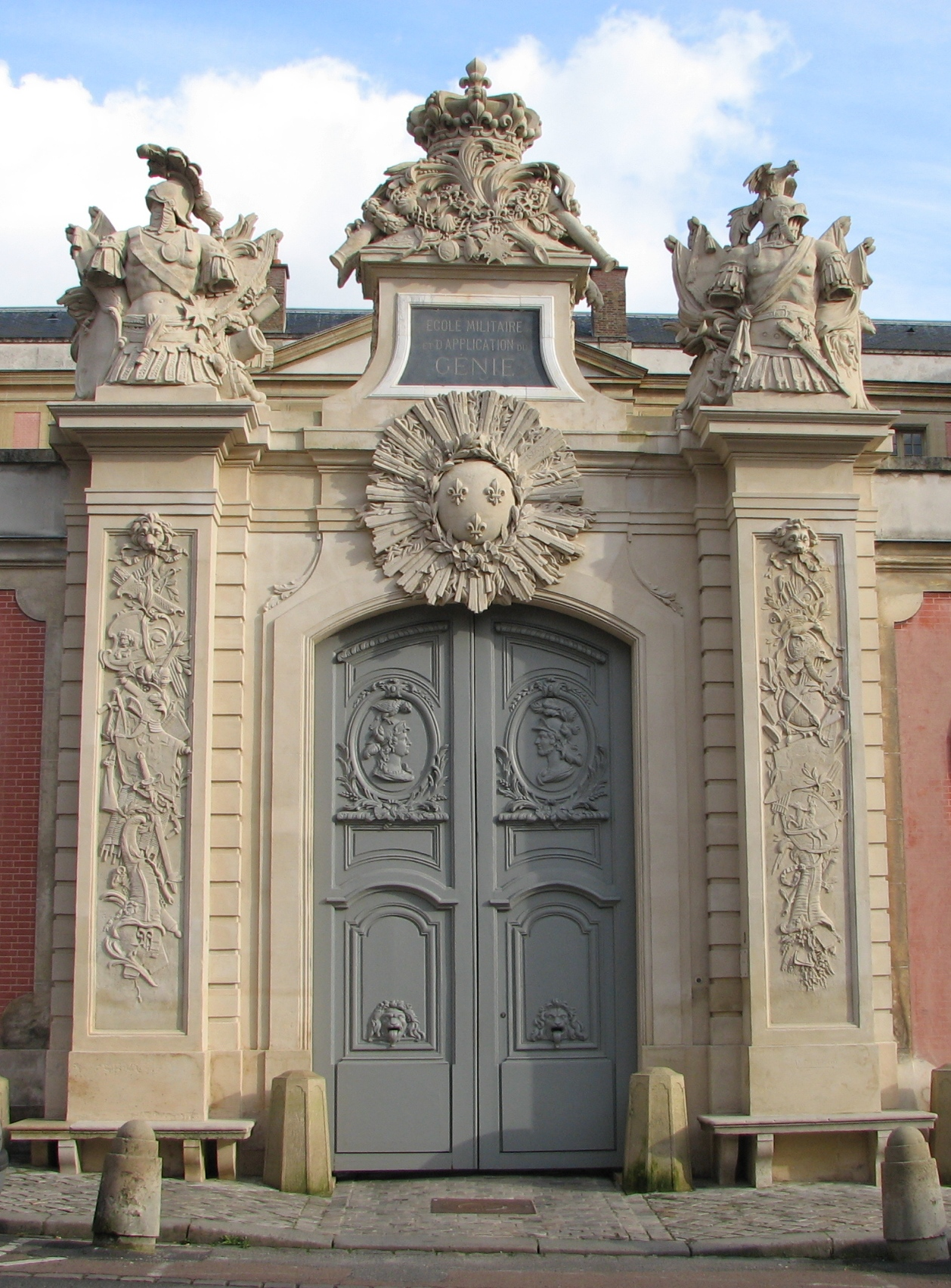
Portail monumental d'entrée.

## Éléments d'origine
Il ne reste aujourd'hui plus grand-chose du décor originel de l'hôtel de la Guerre, à l'exception du salon de Diane. Sur la voûte des peintures sur stuc illustrent le renversement des alliances de 1756. Aux murs, sont accrochés un tableau représentant le roi Louis XV à cheval donnant ses ordres pendant la guerre des Flandres en 1745, œuvre de Charles Cozette et 6 toiles de Pierre Lenfant, peintes entre 1757 et 1771. Commandées par Louis XV, elles représentent la guerre de Succession d'Autriche.
Le portail extérieur existe toujours. Il est surmonté d'une couronne royale sur un soleil, encadré par des trophées guerriers. Des reliefs sculptés sur les pilastres représentent des cornes d'abondance d'où sortent des brevets d'officiers et des croix de Saint-Louis. On y voit aussi des plans de forteresses et des armes.